# La Roca del Vallès
La Roca del Vallès är en ort och kommun i Spanien.   Den ligger i provinsen Província de Barcelona och regionen Katalonien, i den östra delen av landet, 500 km öster om huvudstaden Madrid. La Roca del Vallès ligger 198 meter över havet och antalet invånare är 10 214.
Terrängen runt La Roca del Vallès är kuperad åt sydost, men åt nordväst är den platt. Runt La Roca del Vallès är det ganska tätbefolkat, med 230 invånare per kvadratkilometer. Närmaste större samhälle är Badalona, 16,4 km söder om La Roca del Vallès. Trakten runt La Roca del Vallès består till största delen av jordbruksmark.